# Colmesnil-Manneville
Colmesnil-Manneville is een gemeente in het Franse departement Seine-Maritime (regio Normandië) en telt 116 inwoners (2009). De plaats maakt deel uit van het arrondissement Dieppe.

## Geografie
De oppervlakte van Colmesnil-Manneville bedraagt 1,9 km², de bevolkingsdichtheid is dus 61,1 inwoners per km².
De onderstaande kaart toont de ligging van Colmesnil-Manneville met de belangrijkste infrastructuur en aangrenzende gemeenten.

## Demografie
Onderstaande figuur toont het verloop van het inwonertal (bron: INSEE-tellingen).